# European Nuclear Disarmament
European Nuclear Disarmament (END) war eine europaweite Kampagne der Friedensbewegung, die sich mit den Folgen des Kalten Kriegs auseinandersetzte. Beim „END-Appell“ (Aufruf für ein atomwaffenfreies Europa) handelt es sich um einen weltweit rezipierten Aufruf der Friedensbewegung der 1980er Jahre. In seinem Gefolge fanden elf Kongresse, die sogenannten END-Conventions, statt.

## Der END-Appell
Das Ende der Aufrüstung und das Überwinden der Militärblöcke zu fordern, war zur Zeit der Entstehung des Appells noch Utopie. Kaum ein Jahrzehnt später war die Forderung Realität geworden. Auf Basis des von Großbritannien ausgehenden Appells fanden zwischen 1982 und 1992 jährlich internationale Friedenskonferenzen, die „END Conventions“, statt. Sie wurden zum weltweit wichtigsten Treffpunkt für Friedensorganisationen, -initiativen und -bewegungen und für alle politische Parteien, die die Friedensbewegung unterstützten.

## Wortlaut
„Wir stehen an der Schwelle des gefährlichsten Jahrzehnts in der Geschichte der Menschheit. Ein dritter Weltkrieg ist nicht nur möglich, sondern er wird auch immer wahrscheinlicher. Ökonomische und soziale Schwierigkeiten in den entwickelten Industrieländern, Krisen, Militarismus und Kriege in der ‚Dritten Welt‘ bilden die Grundlage politischer Spannungen, die einen wahnwitzigen Rüstungswettlauf anheizen. In Europa, dem geographischen Hauptschauplatz der Ost-West-Konfrontation, tauchen neue Generationen immer mörderischerer Atomwaffen auf.
Seit über 25 Jahren verfügen die Militärmächte der NATO und des Warschauer Paktes über genügend atomare Waffen, um sich gegenseitig zu vernichten und gleichzeitig die Grundlage des zivilisierten Lebens überhaupt zu gefährden. Doch Jahr für Jahr hat das atomare Wettrüsten ihre Anzahl vervielfacht und damit die Wahrscheinlichkeit eines katastrophischen Unfalls oder Berechnungsirrtums erhöht.
Während jede Seite sich bemüht, ihre Bereitschaft zum Einsatz von Atomwaffen unter Beweis zu stellen, um so deren Einsatz durch die andere Seite zu verhindern, werden neue, ‚einsatzfähigere‘ Atomwaffen entwickelt und wird die Öffentlichkeit mehr und mehr an die Vorstellung eines ‚begrenzten‘ Atomkrieges gewöhnt. Das geschieht in einem solchen Umfang, dass diese paradoxe Entwicklung logischerweise nur zum tatsächlichen Einsatz von Atomwaffen führen kann.
Keine der führenden Mächte ist heute in einer moralischen Position, aus der sie kleinere Länder zum Verzicht auf Atomwaffen bewegen könnte. Die zunehmende Verbreitung von Atomreaktoren und das Wachstum der sie betreibenden Industrien machen eine weltweite Verbreitung von Atomwaffen immer wahrscheinlicher und vervielfachen somit die Risiken von atomaren Auseinandersetzungen.
Seit Jahren drängt die öffentliche Meinung auf atomare Abrüstung und Entspannung zwischen den rivalisierenden militärischen Blöcken. Dieses Bemühen ist erfolglos geblieben. Ein wachsender Anteil des weltweiten Wirtschaftspotentials wird für Rüstung verwendet, obgleich die gegenseitige Vernichtung längst im Übermaß gewährleistet ist. Diese ökonomische Belastung trägt im Osten und im Westen zu wachsenden sozialen und politischen Spannungen bei und setzt einen Teufelskreis in Bewegung, in dem das Wettrüsten von der Instabilität der Weltwirtschaft zehrt und umgekehrt: ein tödliches Wechselspiel.
Wir befinden uns heute in großer Gefahr. Generationen sind im Schatten eines Atomkriegs aufgewachsen und haben sich an die Bedrohungen gewöhnt. Die Besorgnis ist der Apathie gewichen. Unterdessen hat sich in unserer Welt, die unter ständiger Bedrohung lebt, in beiden Hälften Europas Furcht ausgebreitet. Die Macht des Militärs und der inneren Sicherheitsorgane wird erweitert, freier Austausch und Verkehr von Gedanken und Personen werden Beschränkungen unterworfen, die Bürgerrechte unabhängig denkender Menschen sind im Osten wie im Westen gefährdet.
Es geht uns nicht um eine Aufteilung der Schuld zwischen den politischen und militärischen Führern des Ostens und des Westens. Schuld trifft durchaus beide Kontrahenten. Beide haben eine drohende Haltung eingenommen und in verschiedenen Teilen der Welt Aggressionsakte begangen.
Es liegt bei uns, dagegen etwas zu tun. Wir müssen gemeinsam darauf hinarbeiten, das gesamte Territorium Europas, von Polen bis Portugal, von atomaren Waffen, von Luft- und U-Boot-Stützpunkten und von allen Einrichtungen freizumachen, die mit der Erforschung oder Herstellung von Atomwaffen beschäftigt sind. Wir fordern die beiden Supermächte auf, sämtliche Atomwaffen vom europäischen Territorium abzuziehen. Insbesondere fordern wir die Sowjetunion auf, die Produktion der SS-20-Mittelstreckenraketen einzustellen, und wir fordern die Vereinigten Staaten auf, ihren Beschluss über die Entwicklung von Marschflugkörpern (cruise missiles) und Pershing-II-Raketen zur Stationierung in Westeuropa nicht durchzuführen. Ferner drängen wir auf die Ratifizierung des SALT-II-Abkommens, einem notwendigen Schritt auf dem Weg zur Wiederaufnahme von effektiven Verhandlungen über eine allgemeine und vollständige Abrüstung.
Gleichzeitig müssen wir das Recht aller Bürger in Ost und West verteidigen und ausweiten, an dieser gemeinsamen Bewegung und an jeder Art von Meinungsaustausch teilzunehmen.
Wir appellieren an unsere Freunde in Europa gleich welchen Glaubens und welcher Weltanschauung, intensiv darüber nachzudenken, auf welche Weise wir für diese gemeinsamen Ziele zusammenarbeiten können. Wir stellen uns eine gesamteuropäische Kampagne vor, in der die verschiedensten Formen des Austauschs stattfinden, in der Vertreter verschiedener Länder und Meinungen miteinander beraten und ihre Aktionen miteinander koordinieren und in der die mehr informellen Begegnungsformen zwischen Universitäten, Kirchen, Frauenorganisationen, Gewerkschaften, Jugendorganisationen, Berufsorganisationen und Individuen für ein gemeinsames Ziel genutzt werden: ganz Europa von Atomwaffen zu befreien.
Wir müssen damit anfangen, so zu handeln, als ob ein vereintes, neutrales und friedliches Europa bereits existiere. Wir müssen lernen, nicht gegenüber dem ‚Osten‘ oder dem ‚Westen‘, sondern untereinander loyal zu sein, und wir müssen uns über die von den Nationalstaaten verhängten Verbote und Beschränkungen hinwegsetzen.
Es liegt in der Verantwortung der Bevölkerung jedes Landes, auf die Beseitigung von Atomwaffen und -stützpunkten in Europa, zu Land und zu Wasser, hinzuarbeiten und über die ihrem Land angemessenen Mittel und Strategien selber zu entscheiden. Diese werden von Land zu Land verschieden sein; wir sind nicht der Ansicht, dass eine einheitliche Strategie durchgesetzt werden muss. Aber dies muss Thema einer transkontinentalen Bewegung sein, in der alle möglichen Formen des Austauschs stattfinden können.
Wir müssen uns allen Versuchen von Politikern aus Ost und West widersetzen, diese Bewegung zu ihrem eigenen Vorteil zu manipulieren. Wir wollen weder der NATO noch dem Warschauer Pakt Vorteile verschaffen. Vielmehr muss es unser Ziel sein, Europa aus der Konfrontation zu lösen, Entspannung zwischen den Vereinigten Staaten und der Sowjetunion durchzusetzen und schließlich die großen Machtblöcke aufzulösen.
Wenn wir an unsere europäischen Landsleute appellieren, so bedeutet das nicht, dass wir der übrigen Welt den Rücken zukehren. Indem wir für den Frieden für Europa arbeiten, arbeiten wir für den Frieden in der Welt. Europa hat schon zweimal in diesem Jahrhundert seinen zivilisatorischen Anspruch mit Füßen getreten, indem es Weltkriege angezettelt hat. Dieses Mal müssen wir unsere Schuld gegenüber der Welt begleichen, indem wir zum Frieden anstiften.
Dieser Appell wird wirkungslos bleiben, solange er nicht von zielbewussten und phantasievollen Aktionen begleitet wird, die mehr Menschen für seine Unterstützung gewinnen können. Wir müssen der Forderung nach einer atomwaffenfreien Zone überwältigenden Nachdruck verleihen.
Wir wollen der Bewegung weder Uniformität aufzwingen noch den Überlegungen und Entscheidungen der zahlreichen Organisationen vorgreifen, die schon ihren Einfluss zugunsten von Abrüstung und Frieden geltend machen. Aber die Zeit drängt. Die Gefahr nimmt ständig zu. Wir bitten um Ihre Unterstützung für unser gemeinsames Ziel und wir begrüßen Ihre Hilfe und Ihren Rat.“

## Geschichte

### Die ersten Schritte
An der Wiege des END-Appells standen die 1963 gegründete Bertrand Russell Peace Foundation (BRPF) und ihr Vorstandsmitglied Ken Coates. Er schreibt, die Idee, eine europäische Friedensbewegung zusammenzubringen, sei 1974 in Bradford bei einem Seminar der BRPF zum Thema „The Just Society“ („Die gerechte Gesellschaft“) aufgetaucht. Neben Labour-Abgeordneten und anderen sozialdemokratischen Vertretern waren auch Lucio Lombardo Radice vom Zentralkomitee der Kommunistischen Partei Italiens PCI, Eduard Goldstücker (Vorsitzender des CSSR-Schriftstellerverbands während des „Prager Frühlings“) und Jaurès Medwedew aus der UdSSR anwesend. András Hegedüs, Soziologe und ehemaliger Premierminister aus Ungarn, sandte ein Papier.
Der NATO-Beschluss vom 12. Dezember 1979, Pershing-II-Raketen und Cruise-Missiles in fünf europäischen Ländern aufzustellen, führte zum öffentlichen Protest des renommierten Sozialhistorikers Edward P. Thompson (1924–1993). Ende 1979 schrieb er einen Brief an den linken Labour-Abgeordneten Tony Benn, den er 1974 in Bradford kennen gelernt hatte, um ihn um Hilfe bei der Organisierung von zivilem Ungehorsam gegen die geplanten Atombasen zu bitten, und sandte eine Kopie davon an Ken Coates. Dieser rief Thompson daraufhin an und schlug vor, statt einer rein nationalen Antwort eine europäische Antwort zu entwickeln, am besten mit der Forderung nach der Schaffung einer atomwaffenfreien Zone in ganz Europa. Thompson bereitete daraufhin einen Entwurf für einen solchen Appell vor. Noch während des redaktionellen Arbeitsprozesses am Text trafen sich die Unterstützer erstmals in London.
Der Appell stammte mehrheitlich von Personen, die dem Umfeld der Labour Party angehörten (Kaldor und Smith berieten die LP in Verteidigungsfragen). Ratschläge kamen auch von dem Politologen und Friedensforscher Ulrich Albrecht (Freie Universität Berlin), von dem ehemaligen „Résistance“-Mitglied Claude Bourdet (Mouvement pour le Désarmement, la Paix et la Liberté, Paris) und von dem in England lebenden Physiker Jaurès Medwedew, dessen Bruder, der Historiker Roy Medwedew, damals der linken Opposition in der UdSSR angehörte. Zum engeren Kreis der Initiatoren stieß auch Peggy Duff, eine Aktivistin der Ostermärsche, die von 1958 bis 1967 Generalsekretärin der CND (Campaign for Nuclear Disarmament), der größten britischen Friedensorganisation, gewesen war. Sie hatte 1963 die „International Confederation for Disarmament and Peace“ (ICDP) gegründet, deren internationale Kontakte sie beim Verbreiten des END-Appells einbrachte.
Den in die endgültige Form gebrachten Appell schickte die Bertrand Russell Peace Foundation 1980 an ihre Kontaktpersonen in ganz Europa, wo er zum Teil auch unter der Bezeichnung „Russell-Appell“ bekannt wurde. Der Appell wurde samt einer Liste der internationalen Unterzeichner offiziell bei einer Pressekonferenz am 28. April 1980 im House of Commons in London vorgestellt, bei der Ken Coates, Mary Kaldor, Bruce Kent, Jaurès Medwedew und Edward Thompson sprachen. Ähnliche Pressekonferenzen fanden in Paris, Oslo und Berlin statt. Bald danach stellte Thompson seine gemeinsam mit Dan Smith verfasste Broschüre „Protest and Survive“ vor, in der der END-Appell abgedruckt war und die ein wichtiger Beitrag zum Wiedererstarken der britischen Friedensbewegung werden sollte.
Das Sammeln von Unterschriften unter den END-Appell sollte europaweit zunächst bis zum 6. August 1980 (dem 35. Jahrestag des Abwurfs der Hiroshima-Bombe) dauern, wurde dann jedoch fortgesetzt. Unter den britischen Unterstützern fanden sich bald über 70 Parlamentsabgeordnete (vor allem der Labour Party), Vertreter christlicher Kirchen, Friedensaktivisten, Gewerkschaftsangehörige, Wissenschafter und Tausende andere: „Docker, Kohlenarbeiter, Studenten, Hausfrauen, Busfahrer und Computerprogrammierer schickten die vorgedruckten Appelle zurück, oft mit selbstgefertigten, vollen Unterschriftenlisten dabei“. Die damals von dem linken Parteivorsitzenden Michael Foot geführte Labour Party beschloss auf ihrem Parteitag 1980, der vom 29. September bis 3. Oktober 1980 in Blackpool stattfand, eine Resolution, in der es hieß: „Der Parteitag sagt seine Unterstützung für die European Nuclear Disarmament Kampagne zu und ruft die nächste Labour-Regierung auf, die nötigen Initiativen zur Errichtung einer europäischen atomwaffenfreien Zone als einen bedeutenden Schritt in Richtung weltweiter Abrüstung zu ergreifen“.
END hatte nicht die Absicht, sich als Massenorganisation mit Mitgliedschaft als „Konkurrenz“ zu der schon seit 1958 bestehenden „Kampagne für Nukleare Abrüstung“ (CND) zu etablieren, sondern für CND eine „europäische Perspektive“ anzubieten. Es entstanden dennoch lokale END-Gruppen, etwa in West Yorkshire. Die Bertrand Russell Peace Foundation gab im Frühjahr 1980 die erste Nummer der Zeitschrift „END Bulletin“ heraus, von der bis Frühjahr 1983 insgesamt 12 Ausgaben erschienen. Ab Dezember 1982 übernahm Mary Kaldor die Herausgabe des „END Journal“, von dem bis Frühjahr 1989 insgesamt 37 Ausgaben erschienen.
Mitte der 1980er-Jahre gab sich die britische END eine eigene Organisationsstruktur mit Mitgliedschaft, konzentrierte sich jedoch (als Ergänzung zu CND) vorwiegend auf den Kontakt zu Friedensgruppen in den Staaten des Warschauer Pakts. 1992 ging END in der neuen Organisation „European Dialogue“ auf.

### Europaweite Unterstützung
In Westdeutschland unterzeichneten in dieser Zeit Millionen Menschen auch den Krefelder Appell gegen die Stationierung amerikanischer Mittelstrecken-Atomwaffen in Europa. 1981 rief die Friedensbewegung Hunderttausende Menschen zu Großdemonstrationen nach Bonn und Brüssel.
Den END-Appell unterstützten Eurokommunisten aus Italien (z. B. Romano Ledda und Lucio Lombardo Radice vom ZK der PCI, Spanien (z. B. Manuel Azcárate, ehemaliges ZK-Mitglied der PCE) und Griechenland (von der „Inlands-KP“), noch aktive und ehemalige einflussreiche Politiker sozialistischer und sozialdemokratischer Parteien (z. B. die Ex-Minister Albert de Smaele/Belgien, Ernesto Melo Antunes und Marcelo Curto/Portugal, der Oppositionsführer und spätere Ministerpräsident Andreas Papandreou/Griechenland, der internationale Sekretär der PvdA, Maarten van Traa/Niederlande, PSOE-Vorstandsmitglied Enrique Baron/Spanien, der internationale Sekretär der SPÖ Walter Hacker, u.v. a.), Angehörige unabhängig linker und alternativer Parteien (z. B. Die Grünen/Bundesrepublik Deutschland, Parti Socialiste Unifié/Frankreich, Radikale Partei PPR/Niederlande), Friedensforscher (z. B. Ulrich Albrecht, Johan Galtung, Guido Grünewald, Ekkehart Krippendorff, Marek Thee, Hylke Tromp, Tapio Varis), Künstler und Schriftsteller (z. B. Günther Anders, Joseph Beuys, Constantin Costa-Gavras, Joan Miró, Victor Vasarely), Universitätsprofessoren, Gewerkschafter, Theologen und Angehörige der Friedensbewegung der 1950er Jahre (Seán MacBride, Nobelpreisträger 1974 und Vorsitzender des „Internationalen Friedensbüros“, Alva Myrdal, schwedische Ex-Abrüstungsministerin, Robert Jungk aus Österreich).
Die „Jugoslawische Liga für Frieden, Unabhängigkeit und Gleichheit der Völker“ schloss sich dem Appell an, aus Osteuropa unterzeichneten ihn u. a. András Hegedüs aus Ungarn, Artur London (Autor und Überlebender des Slánský-Schauprozesses 1952) aus der CSSR, der Ingenieur Jozef Halbersztadt aus Polen und der Historiker Roy Medwedew aus der Sowjetunion. Auch Rudolf Bahro, der 1978 in der DDR wegen der Veröffentlichung des Buches „Die Alternative“ im Westen ins Gefängnis musste und 1979 in die BRD auswanderte, wo er sich den Grünen anschloss, gehörte zu den Erstunterzeichnern.
Kleinere internationale Treffen gab es schon kurz nach der Veröffentlichung. Vom 12.–14. September 1980 fand das erste in London (im dortigen Pax Christi-Zentrum) statt, mit Beteiligung von Gruppen aus Belgien, der BRD, Dänemark, Finnland, Frankreich, Großbritannien, Irland und Norwegen sowie von sechs internationalen Friedensorganisationen. Erstmals wurden die Perspektive (atomare Abrüstung in Ost- und Westeuropa) und die Strategie („lateral contacts“ auf allen Ebenen) direkt vor einem internationalen Forum vorgestellt und diskutiert.
Ein Folgetreffen fand am 7./8. März 1981 in Frankfurt am Main statt. Dazu luden Peggy Duff und Sheila Cooper von ICDP ein, Gastgeberin war die Wehrdienstverweigerer-Organisation DFG/VK. Edward P. Thompson sprach über die Politik und die Pläne von END. Workshops befassten sich u. a. mit dem geplanten internationalen Ostermarsch zum NATO-Hauptquartier in Brüssel vom 16.–18. April 1981 (eine Idee von West Yorkshire END, rund 10.000 Menschen nahmen daran teil), mit dem Friedensmarsch Kopenhagen – Paris für ein atomwaffenfreies Europa von Polen bis Portugal (21. Juni – 9. August 1981) und mit Ost-West-Kontakten.
Im Sommer 1981 hatten bereits zehntausende Menschen den END-Appell unterzeichnet. In mehreren Ländern, auch in der Bundesrepublik Deutschland, waren Gruppen rund um diesen Aufruf entstanden. Die italienischen Aktiven organisierten gemeinsam mit der Bertrand Russell Peace Foundation ein Treffen am 11./12. November 1981 in Rom, bei dem die mit der Vorbereitung einer europäischen Convention verbundenen Probleme erörtert wurden. Daran nahmen rund 90 Personen teil, davon etwa 40 aus Italien (von PCI, DP, PdUP, PSI, Radikaler Partei und DC, mehreren Gewerkschaften, der Kulturorganisation ARCI, Pax Christi, Versöhnungsbund und anderen Gruppen), der Rest aus Österreich (Paul Blau/Pugwash-Gruppe und Gerhard Grössing/Österreichische Hochschülerschaft, später auch ARGE UFI), Belgien (Jean du Bosch/UBDP, Pierre Galand/CNAPD, Robert de Gendt/VAKA, Albert de Smaele/Ex-Minister, Ann-Marie Lizin/Europaparlaments-Abgeordnete der PSB), Großbritannien (von BRPF, CND, END u. a. Gruppen), Dänemark (Dagmar Fagerholt und Tony Liversage/Nej til Atomvaben), Finnland (vom Friedensrat und dem "Komitee der 100"), Frankreich (Claude Bourdet/MDPL, Viviane Cartairade/Komitee für atomare Abrüstung in Europa CODENE, Bruno de Commines/MAN, Girard Feldman/Comité Communiste pour l’Autogestion), BRD (Rudolf Bahro und Michaela von Freyhold/Russell-Initiative Bremen, Eva Quistorp, Jürgen Graalfs/Arbeitskreis Atomwaffenfreies Europa, Klaus Wolschner/Die Grünen), Griechenland (ein Vertreter der sozialistischen PASOK), Niederlande (Bert Kappers/Interkirchlicher Friedensrat IKV, Marianne van Ophuysen/Frauen für den Frieden, Maarten van Traa/sozialdem. PvdA), Ungarn (András Hegedüs), Irland (Jennifer Fitzgerald/Irish CND), Norwegen (Jon Grepstad/Nei til Atomvapen, Johan Galtung), Portugal (Ernesto Melo Antunes/ehem. Außenminister, Cesar Oliveira/Abgeordneter der Union der Sozialistischen Linken), Spanien (Enrique Gomariz/Fundación Pablo Iglesias) und der Schweiz (Johann Binder/"Atomwaffen Nein", Werner Meyer/Schweizerischer Friedensrat).

### Vom Appell zu den END-Conventions
Bei dem Treffen in Rom wurde Einigkeit darüber erzielt, eine Convention im Jahr 1982 abzuhalten. Ein 32-köpfiges provisorisches „Liaison Committee“ (LC), das fast alle in Rom vertretenen Gruppen umfasste, wurde bestimmt. Es sollte für weitere Organisationen und Personen, die den END-Appell unterstützen, offen sein.
Das LC umfasste alle Strömungen der internationalen Friedensbewegung. Neben blockunabhängigen Friedensorganisationen, die großteils Anfang der 1980er Jahre entstanden waren, arbeiteten auch politische Parteien verschiedenster Ausrichtung mit – eurokommunistische, sozialistische, sozialdemokratische, grüne und linksalternative –, ab 1987, also im Zuge von Michail Gorbatschows Reformen, nach und nach auch Organisationen aus Osteuropa. Aufnahmebedingung war lediglich die Unterstützung des END-Appells. In den meisten Fällen waren Mitglieder des LC in ihrer persönlichen Eigenschaft anwesend, ohne formales Mandat ihrer Organisationen. Das LC konzentrierte sich ausschließlich auf die Vorbereitung der alljährlichen Conventions.
Folgende 11 „END-Conventions“ fanden statt: vom 1.–4. Juli 1982 in Brüssel (Belgien), vom 9.–14. Mai 1983 in (West-)Berlin, vom 17.–21. Juli 1984 in Perugia (Italien), vom 3.–6. Juli 1985 in Amsterdam (Niederlande), vom 5.–8. Juni 1986 in Évry bei Paris (Frankreich), vom 15.–19. Juli 1987 in Coventry (Großbritannien), vom 29. Juni – 2. Juli 1988 in Lund (Schweden), vom 6.–9. Juli 1989 in Vitoria-Gasteiz (Spanien, Baskenland), vom 3.–7. Juli 1990 in Helsinki (Finnland) und Tallinn (Estland, damals noch Sowjetrepublik), vom 14.–17. August 1991 in Moskau (UdSSR) und vom 1.–4. Juli 1992 wieder in Brüssel (Belgien).
Die Zahl der Teilnehmer schwankte zwischen 800 und 3.000. Die Konferenzen fassten keine bindenden Beschlüsse, sondern waren vor allem ein Forum für den Austausch zwischen den anwesenden Vertreter von Bewegungen und Parteien, eine Art „Friedens-Basar“. Ab Mitte der 1980er-Jahre war es nach und nach auch unabhängigen Friedens- und Menschenrechts-Aktivisten aus Osteuropa, die zuvor in ihren Ländern noch verfolgt wurden, möglich, an den Conventions teilzunehmen. Einige von ihnen zogen nach der „Wende“ Ende 1989 in Parlamente und Regierungen ein. Der freie Austausch zwischen den Menschen in Ost und West war von der Utopie zur täglichen Praxis geworden.
Als erste von einer breiteren Öffentlichkeit wahrgenommen wurden die Conventions von 1983 und 1984, die damals auch durch Konflikte mit den pro-sowjetischen Strömungen in der internationalen Friedensbewegung geprägt waren.
Einen Höhepunkt erlebten die END-Conventions mit dem Treffen in Helsinki/Tallinn 1990. Erstmals war es Mitgliedern der Bürgerrechtsbewegung aus Staaten der ehemaligen Sowjetunion auch offiziell möglich, teilzunehmen. Während des Kongresses setzten die Teilnehmer per Schiff nach Tallinn in Estland (damals noch Sowjetunion) über und trafen sich mit dortigen Menschenrechtsgruppen. In Helsinki trafen erstmals auch Friedensaktivisten aus West- und Ostdeutschland zusammen. Ein eigener Workshop befasste sich mit der beginnenden Vernetzung über Computernetze (damals vorwiegend: Mailbox-Netze).
Spektakulär endete die END-Convention in Moskau im August 1991. Auf dem Workshop „Telecommunications for peace“ hatten sich Computernetzwerker aus Europa, den USA und der Sowjetunion getroffen. Mit ausdrücklicher Förderung durch Gorbatschow war in Moskau der Telekommunikationsdienst GlasNet entstanden, der über die Association for Progressive Communications (APC) mit dem deutschsprachigen CL-Netz verbunden war. Einen Tag nach Ende der END-Convention begann der Putsch gegen Gorbatschow. Das Ende der Sowjetunion wurde sichtbar. Die Putschisten hatten die Auslandsverbindungen von Moskau aus unter Kontrolle. Doch über die Computernetze der Mailboxbetreiber gelangten die Informationen von Moskau innerhalb der Sowjetunion weiter bis nach Weißrussland, von dort nach Estland, über eine Telefonleitung nach Helsinki, und von dort nach Los Angeles, London, Hannover und München in die ganze Welt. Auf diese Weise hielten die Friedensaktivisten weiterhin Kontakt und informierten in ihren Heimatländern die Öffentlichkeit über die Vorgänge in Moskau.
Auf Grund der Unterzeichnung atomarer Abrüstungs-Abkommen zwischen der UdSSR und den USA wurde die Bewegung ab den späten 1980er-Jahren schwächer, da ein wichtiger Teil der friedenspolitischen Ziele erreicht schien. Die 11. END-Convention in Brüssel, auf den Tag genau 10 Jahre nach der 1. Convention und im selben Gebäude, kann als Art Abschluss des Prozesses angesehen werden.